# Calleulype borearia
Calleulype borearia är en fjärilsart som beskrevs av Inoue 1958. Calleulype borearia ingår i släktet Calleulype och familjen mätare. Inga underarter finns listade i Catalogue of Life.